# Regierungsbezirk Merseburg
Regierungsbezirk Merseburg var et af tre regierungsbezirke (sammen med Magdeburg og Erfurt), som opstod ved oprettelsen af Provinsen Sachsen i 1815 i staten Preussen. I løbet af sin levetid blev bezirkets grænser ændret flere gange, og det blev nedlagt i forbindelse med opløsningen af provinsen og den derpåfølgende sammenlægning med delstaten Anhalt til Sachsen-Anhalt i 1945/46. 

## Forvaltning
Stadtkreise:
1. Stadtkreis Eisleben (1908-1950)
2. Stadtkreis Halle (Saale)
3. Stadtkreis Merseburg (1921-1950)
4. Stadtkreis Naumburg a. d. Saale (1914-1950)
5. Stadtkreis Weißenfels (1899-1950)
6. Stadtkreis Wittenberg (Lutherstadt)
7. Stadtkreis Zeitz (1901-1950)

Landkreise:
1. Landkreis Bitterfeld
2. Landkreis Delitzsch
3. Landkreis Eckartsberga
4. Landkreis Liebenwerda
5. Mansfelder Gebirgskreis
6. Mansfelder Seekreis
7. Landkreis Merseburg
8. Landkreis Naumburg
9. Landkreis Querfurt
10. Saalkreis
11. Landkreis Sangerhausen
12. Landkreis Schweinitz
13. Landkreis Torgau
14. Landkreis Weißenfels
15. Landkreis Wittenberg
16. Landkreis Zeitz